# Slag bij Monongahela

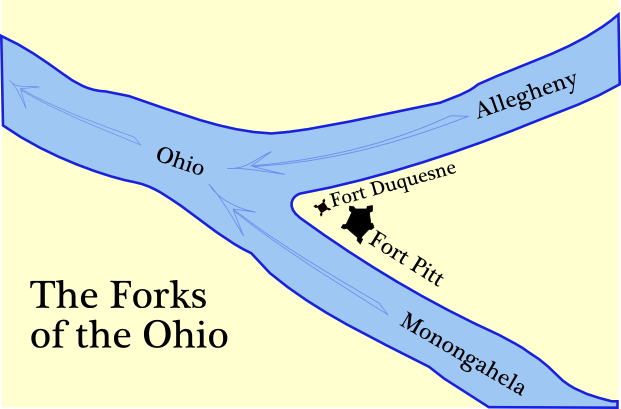
Franse en Engelse fort aan de samenkomst de rivier de Allegheny en de Monongahela

De Slag bij Monongahela vond plaats op 27 juli 1755 en was een veldslag tijdens de vierde oorlog in de Franse en Indiaanse oorlogen.

## Achtergrond
De Fransen in Nieuw-Frankrijk waren bezig een verdedigingsgordel aan het opzetten tegen de Britten. De bouw van het Fort Duquesne op de grens en aan de samenkomst de rivier de Allegheny en de Monongahela was een brug te ver. De gouverneur van de Kolonie Virginia, Robert Dinwiddie, stuurde George Washington, met het verzoek om met de bouw op te houden, maar dit viel in dovemans oren. Daarna stuurde hij commandant Edward Braddock met een leger van 2200 man sterk om de Fransen te verdrijven.

## Slag
De opmars van Braddocks' leger verliep moeizaam en hij besloot het logistieke deel achter te laten en verder te zetten met 1300 man. De Fransen bewust dat het Fort Duquesne verre van klaar was stuurden generaal Liénard de Beaujeu, gesteund door de indianenleider Chief Pontiac in de tegenaanval. Het Britse leger liep vast in een bosrijke omgeving en werd geconfronteerd met het kat-en-muisspel van de indianen. De indianen maakten doordringende "hoep"-geluiden, dat angst en paniek veroorzaakte bij de Britse infanterie. Ze scalpeerden hun slachtoffers en nagelden hun hoofhuid aan de bomen. Braddock had alle moeite om zijn troepen samen te houden. Zijn soldaten begonnen in het wilde weg in het rond te schieten en vermoedelijk werd Braddock door een van zijn mannen neergeschoten. De veer was gebroken en Britse leger vluchtte weg. George Washington kon het bloedbad ontkomen, ook Braddock kon in veiligheid worden gebracht, maar vier dagen later overleed hij aan zijn verwondingen. Toen het logistieke deel van het leger toekwam konden ze enkel de gewonden opvangen en rechtsomkeer maken.

## Vervolg
De Fransen bleven gedurende drie jaar dominant in de Ohiovallei en haalden veel voorheen neutrale indianenstammen over om aan hun kant te staan. De Fransen werden uiteindelijk door John Forbes gedwongen om Fort Duquesne in 1758 te verlaten.